# Jo Jorgensen
Jo Jorgensen, née le 1er mai 1957 à Libertyville (Illinois), est une militante politique libertarienne et une universitaire américaine. Elle est la candidate du Parti libertarien à la présidence des États-Unis à l'élection de 2020,. Jorgensen a été auparavant la candidate du Parti libertarien au poste de vice-présidente lors de l'élection présidentielle américaine de 1996, en tant que colistière de Harry Browne (en). Elle a également été la candidate libertarienne du 4e district du Congrès de Caroline du Sud en 1992, obtenant 4 286 voix, soit 2,2 %.

## Positions politiques
Elle a déclaré que la réponse du gouvernement américain à la pandémie de Covid-19 était « la plus grande atteinte à nos libertés de notre temps » en raison des restrictions aux libertés individuelles telles que les ordres de confinement et les renflouements d'entreprises, qu'elle considère comme antithétiques aux principes du marché libre et biaisée en faveur des personnes bien connectées,,.